# Ni vent... ni nouvelle
 (juillet 2019).
Albums de Maneige
Le Rafiot
(1976) Libre service
(1978)
Ni vent... ni nouvelle est le quatrième album studio du groupe de rock progressif et jazz fusion québécois Maneige, sorti en 1977 sur le label Polydor.

## Liste des titres
| A1. | Le Gai Marvin        | A. Bergeron  | 1:42 |
| 2.  | La Fin de l'histoire | D. Lapierre  | 3:19 |
| 3.  | Les Folleries        | G. Schetagne | 6:07 |
| 4.  | Les Épinettes        | A. Bergeron  | 3:32 |
| 5.  | Mambo Chant          | A. Bergeron  | 5:23 |

| Face B | Face B               | Face B       | Face B | Face B | Face B | Face B | Face B | Face B | Face B |
| No     | Titre                | Musique      | Durée  |        |        |        |        |        |        |
| ------ | -------------------- | ------------ | ------ | ------ | ------ | ------ | ------ | ------ | ------ |
| 6.     | Douce-amère          | G. Schetagne | 5:54   |        |        |        |        |        |        |
| 7.     | Le Gros Roux         | D. Lapierre  | 3:32   |        |        |        |        |        |        |
| 8.     | Au clair de la prune | V. Langlois  | 4:03   |        |        |        |        |        |        |
| 9.     | 11 Juillet           | Y. Léonard   | 5:02   |        |        |        |        |        |        |
| 10.    | Time Square          | G. Schetagne | 1:38   |        |        |        |        |        |        |
| 40:11  |                      |              |        |        |        |        |        |        |        |

| Titres bonus live, initialement sortis sur l'album Composite (1979) et enregistrés à Bromont (Québec) le 28 juillet 1979 (réédition CD ProgQuébec (MPM09), Canada, 2006). | Titres bonus live, initialement sortis sur l'album Composite (1979) et enregistrés à Bromont (Québec) le 28 juillet 1979 (réédition CD ProgQuébec (MPM09), Canada, 2006). | Titres bonus live, initialement sortis sur l'album Composite (1979) et enregistrés à Bromont (Québec) le 28 juillet 1979 (réédition CD ProgQuébec (MPM09), Canada, 2006). | Titres bonus live, initialement sortis sur l'album Composite (1979) et enregistrés à Bromont (Québec) le 28 juillet 1979 (réédition CD ProgQuébec (MPM09), Canada, 2006). | Titres bonus live, initialement sortis sur l'album Composite (1979) et enregistrés à Bromont (Québec) le 28 juillet 1979 (réédition CD ProgQuébec (MPM09), Canada, 2006). | Titres bonus live, initialement sortis sur l'album Composite (1979) et enregistrés à Bromont (Québec) le 28 juillet 1979 (réédition CD ProgQuébec (MPM09), Canada, 2006). | Titres bonus live, initialement sortis sur l'album Composite (1979) et enregistrés à Bromont (Québec) le 28 juillet 1979 (réédition CD ProgQuébec (MPM09), Canada, 2006). | Titres bonus live, initialement sortis sur l'album Composite (1979) et enregistrés à Bromont (Québec) le 28 juillet 1979 (réédition CD ProgQuébec (MPM09), Canada, 2006). | Titres bonus live, initialement sortis sur l'album Composite (1979) et enregistrés à Bromont (Québec) le 28 juillet 1979 (réédition CD ProgQuébec (MPM09), Canada, 2006). | Titres bonus live, initialement sortis sur l'album Composite (1979) et enregistrés à Bromont (Québec) le 28 juillet 1979 (réédition CD ProgQuébec (MPM09), Canada, 2006). |
| No | Titre | Durée | | | | | | | |
| --- | --- | --- | --- | --- | --- | --- | --- | --- | --- |
| 11. | Bullfrog Dance (live) | 6:24 | | | | | | | |
| 12. | Étrange hiver (live) | 2:49 | | | | | | | |
| 13. | Douce-amère (live) | 5:57 | | | | | | | |
| 14. | Un certain regard (live) | 6:58 | | | | | | | |
| 62:20 | | | | | | | | | |

## Membres du groupe
- Denis Lapierre : guitare électrique, synthétiseur
- Gilles Schetagne : batterie, percussions, piano électrique
- Paul Picard :percussions
- Yves Léonard : basse électrique
- Alain Bergeron : flûte,saxophone, piccolo
- Vincent Langlois : piano, claviers, percussions

Artistes invités:
- André Pelchat : saxophone soprano
- Jean Préfontaine : alto
- Chantale Rémillard : violon
- Denise Lupien : violon